# Gabrk, Ilirska Bistrica
Gabrk je naselje v Občini Ilirska Bistrica.